# Czarnorzęska szczecinkowata

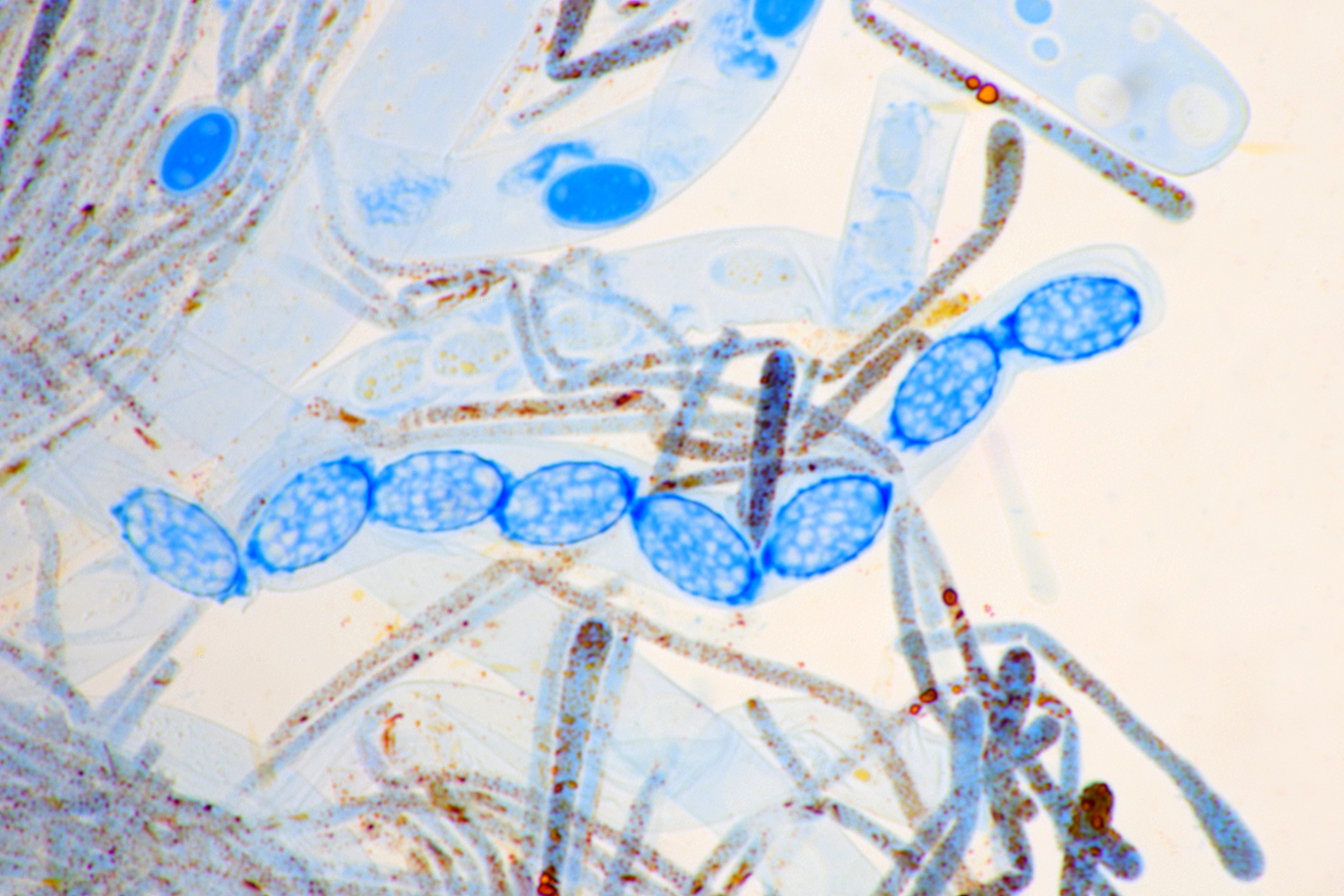
Zarodniki i strzępki

Czarnorzęska szczecinkowata (Melastiza chateri (W.G. Sm.) Boud.) – gatunek grzybów należący do rodziny Pyronemataceae.

## Systematyka i nazewnictwo
Pozycja w klasyfikacji według Index Fungorum: LMelastiza, Pyronemataceae, Pezizales, Pezizomycetidae, Pezizomycetes, Pezizomycotina, Ascomycota, Fungi.
Po raz pierwszy opisał go w 1872 r. Worthington George Smith, nadając mu nazwę Peziza chateri. Obecną nazwę nadał mu Jean Louis Émile Boudier w 1907 r.
Synonimy:
- Peziza chateri W.G. Sm. 1872
- Leucoloma chateri (W.G. Sm.) Sacc. 1877
- Humaria chateri (W.G. Sm.) Sacc. 1889
- Lachnea chateri (W.G. Sm.) Rehm 1895[2].

Polska nazwa według M.A. Chmiel.
Morfologia
Apotecja bez trzonu, o średnicy 5–15(20) mm, początkowo półkuliste, potem kielichowae, tarczowate, do kulistych i nieregularnie faliste po osiągnięciu dojrzałości. Brzeg brązowawy z kępkami brązowych strzępek. Strona wewnętrzna (hymenofor) gładka, matowa, pomarańczowo-czerwona do cynobrowej. Strona zewnętrzna tej samej barwy co hymenofor, pokryta drobnymi, brązowymi, puszystymi włoskami, zwłaszcza na brzegu.
Cechy mikroskopowe
Worki 8-zarodnikowe, nieamyloidalne, do 300 × 15 µm. Parafizy cylindryczne do maczugowatych, z pomarańczowymi granulkami, na wierzchołku o szerokości do 7–10 µm. Zarodniki elipsoidalne, grubo siatkowate, czasem z kolczastymi naroślami na obu końcach, czasem z małymi rynnami na końcach, szkliste, 17–19,5 × 9–11 µm bez inkrustacji, z siatką o wysokości 4 µm. Włoski zewnętrzne cylindryczne, krótkie w kierunku wierzchołka, gładkie, z 2–5 przegrodami, brązowawe, do 200 × 146,5 µm.

## Występowanie i siedlisko
Występuje obficie w Europie Zachodniej i Północnej, Rosji, Japonii i Ameryce Północnej. Występuje także w Polsce.
Występuje samotny, stadnie, czasami w wielkich skupiskach. Grzyb naziemny, saprotrof rozwijający się na gołej, piaszczystej lub gliniastej glebie, w lasach i miejscach trawiastych i wilgotnych, na poboczach dróg.